# Johannes Rydzek
Johannes Rydzek (n. 9 decembrie 1991, Oberstdorf, Bavaria, Germania) este un sportiv ce a reprezentat Germania, medaliat olimpic. A participat la 2 ediții ale Jocurilor Olimpice (2010, 2014) în care a câștigat o medalie de argint și o medalie de bronz.